# Station Hesdigneul
Station Hesdigneul is een spoorwegstation in de Franse gemeente Hesdigneul-lès-Boulogne.